# Betsy Nagelsen
Betsy Nagelsen McCormack, född 23 oktober 1956 i Saint Petersburg, Florida, USA är en amerikansk högerhänt tidigare professionell tennisspelare. Betsy Nagelsen blev professionell WTA-spelare 1973 och spelade internationell tour-tennis i hela 23 år, till 1996. Hon var framförallt framgångsrik i dubbel, men var också en skicklig singelspelare. Hon vann tre singel- och 24 dubbeltitlar. Nagelsen rankades som bäst i singel som nummer 25 (februari 1986) och i dubbel som nummer 11 (mars 1988).

## Tenniskarriären
Bland Betsy Nagelsens meriter märks en finalplats 1978 i singel i Australiska öppna, som hon då oväntat förlorade mot den betydligt lägre rankade Chris O'Neil med 3-6, 6-7. I samma turnering vann hon dubbelfinalen tillsammans med Renáta Tomanová och tog därmed sin första GS-titel. Säsongen 1980 vann hon igen dubbeltiteln i Australiska öppna, denna gång tillsammans med Martina Navratilova. Nagelsen spelade ytterligare två GS-finaler i dubbel (Australiska öppna 1977 med Kerry Reid och 1980 Wimbledonmästerskapen med Elizabeth Smylie). Hon nådde också 1987 mixed dubbelfinalen i US Open tillsammans med amerikanen Paul Annacone. 

## Spelaren och personen
Efter att ha upphört med tävlingstennis på WTA-touren blev Betsy Nagelsen tenniskommentator på ESPN i USA och för Australiens Nine Network.
Nagelsen gifte sig med Mark McCormack. Paret donerade pengar till tennisanläggningen vid ett collage i Williamsburg, Virginia. 

## Grand Slam-titlar
- Australiska öppna
  - Dubbel - 1978 (med Renáta Tomanová), 1980 (med Martina Navratilova)